# Atricholeon tuberculatus
Atricholeon tuberculatus är en insektsart som först beskrevs av Banks 1899.  Atricholeon tuberculatus ingår i släktet Atricholeon och familjen myrlejonsländor. Inga underarter finns listade i Catalogue of Life.